# Volodymyr Klytsjko
Volodymyr Volodymyrovitsj Klytsjko (Oekraïens: Володимир Володимирович Кличко, Russisch: Владимир Владимирович Кличко, Vladimir Vladimirovitsj Klitsjko) (Semipalatinsk in de Kazachse SSR, 25 maart 1976) is een voormalig Oekraïense bokser.
Klytsjko is de voormalige IBF-, IBO-, WBA-, WBO-wereldkampioen boksen in het zwaargewicht. Hij heeft 64 overwinningen op zijn naam staan, waarvan 53 keer op knock-out.
Zijn oudere broer Vitali Klytsjko was WBC-wereldkampioen boksen en een gepromoveerd sportwetenschapper en is burgemeester van Kiev.

## Samenvatting
Volodymyr Klytsjko won de WBO-titel in oktober 2000 in de Kölnarena in Keulen van de Amerikaan Chris Byrd en verdedigde deze titel vijf keer met succes voordat hij hem verloor in maart 2003 via knock-out in de tweede ronde, dankzij snelle linkerstoten van de Zuid-Afrikaan Corrie Sanders.
In april 2006 won hij de IBF-titel van, wederom, Chris Byrd. De IBO-titel was met het weggaan van Lennox Lewis vacant gebleven dus de bond zag dit grote gevecht sinds jaren als een goede mogelijkheid een opvolger te kronen en zo won hij met dit gevecht dus ook de IBO-titel. Na meerdere malen zijn titels met succes verdedigd te hebben won hij in februari 2008 opnieuw de WBO-titel door van de Rus Sultan Ibragimov te winnen. In juli 2011 kwam hier ook nog de WBA-titel bij toen hij in de Imtech Arena, (Altona, Hamburg) de Engelsman David Haye versloeg.

## Eerste nederlaag
Hij leed zijn eerste nederlaag in zijn eigen woonplaats, Kiev. Op 5 december 1998 vocht hij zijn vijfentwintigste profwedstrijd tegen de Amerikaan Ross Puritty. Puritty's record las op dat moment 24 overwinningen, 13 nederlagen en 1 onbeslist. Klytsjko domineerde de wedstrijd soepel, maar met zijn toentertijd agressieve stijl wist hij Puritty niet neer te krijgen. In de elfde ronde was Klytsjko te moe en kon hij amper overeind blijven. Na een aantal rake treffers van Puritty ging hij neer. Klytsjko kon niet meer verder en de wedstrijd was afgelopen.
Opvallend is dat Puritty zijn volgende wedstrijden ongeslagen bleef, en tot het jaar 2001 nog maar een keer verloor. In dat jaar won Vitali Klytsjko, Volodymyrs oudere broer, in, toevallig, de elfde ronde. Volodymyr heeft nooit meer de belangstelling getoond om deze nederlaag te wreken. Misschien vond hij de afstraffing door zijn broer voldoende, later zou hij immers hetzelfde doen.

## Eerste keer wereldkampioen
Na zijn eerste nederlaag bleef Klytsjko tot het jaar 2000 in tien wedstrijden ongeslagen. Interessante namen daaronder zijn Monte Barrett, een oude Phil Jackson en Axel Schulz (waarin hij overigens Europees kampioen werd).
Toen waagde Klytsjko zijn eerste kans op een wereldtitel. De man die hij hiervoor moest verslaan was de Amerikaan Chris Byrd. Byrd was voor een zwaargewicht relatief klein en licht, maar natuurlijk erg snel. Hij staat bekend om zijn vermogen stoten snel te kunnen ontwijken om vervolgens met snelle combinaties punten te scoren. Byrd is namelijk nooit een harde stoter geweest.
Byrd had zijn titel hetzelfde jaar nog gewonnen van Vitali, Volodymyrs broer. Die avond probeerde Vitali met zijn harde stoten Byrd te raken, maar Byrd was iedere keer te snel weg. Vitali moest wegens een blessure aan zijn schouder na de negende ronde opgeven nadat de kleine Byrd de 2,04 lange Klytsjko wist in te peperen met snelle combinaties.

## Tweede nederlaag
Klytsjko's tweede nederlaag kwam op 8 maart 2003 tegen de Zuid-Afrikaan Corrie Sanders. Zijn timing om een wedstrijd te verliezen kon niet slechter omdat een grote eenmaking van de titels met Lennox Lewis in het verschiet lag. De Zuid-Afrikaan had niet de fysieke bouw van een echte bokser. Hij was ook professioneel golfer naast zijn bokscarrière. Sanders had de natuurlijke talenten van een grote kampioen in zich. Hij was een van de snelst stotende in de divisie en sloeg ook als een van de hardsten. Zijn voetenwerk was redelijk en zijn kin was ook prima. Zijn grote zwakte was zijn uithoudingsvermogen, en dit werd ook duidelijk in zijn knock-outverlies tegen Hasim Rahman, drie jaar terug.
Klytsjko begon die avond goed en domineerde met zijn linkse directe. Sanders had geen antwoord en kon niet dichtbij komen. Toen Klytsjko Sanders iets meer wilde testen werd het duidelijk dat Klytsjko beter afstand kon bewaren. De stootsnelheid van Sanders werd zichtbaar, ook voor Klytsjko. Toch liet Klytsjko zich niet kennen en wilde Sanders ook een paar rake tikken uitdelen maar zette net een stap te ver richting Sanders. Bliksemsnel landde Sanders een paar linkse stoten, Sanders kwam dichtbij en Klytsjko probeerde vast te houden, na een harde linkerhoek ging Klytsjko neer. Klytsjko kwam de ronde door na nog twee keer neer te gaan maar zelfs de rustpauze tussen de twee ronden bleek verre van voldoende om Klytsjko bij zinnen te laten komen. Sanders ging na de bel verder waar hij gebleven was en de scheidsrechter legde de kamp stil.

## Tweede kans op de WBO-titel
Ruim een jaar later, en twee overwinningen rijker, kreeg Klytsjko een nieuwe kans op de WBO titel. Nadat Lennox Lewis was gestopt met zijn carrière als bokser, moest de WBC een opvolger kiezen. De WBC staat tot op heden bekend als de meeste prestigieuze titel van de vier en Lewis' laatste tegenstander, Vitali, had een uitdager nodig. Corrie Sanders deed afstand van zijn WBO-titel om voor de WBC-titel te vechten (de reden waarom de WBC en WBO op dat moment niet samen wilden gaan is onduidelijk, maar in de bokssport zijn deze politieke problemen gewoon geworden). Klytsjko, die zowel zijn zelfvertrouwen als zijn plaats op de ranglijst weer had verbeterd, kreeg de kans om zijn verloren WBO titel opnieuw te winnen. De uitdager was de Amerikaan Lamon Brewster, toevallig de neef van Chris Byrd.
Klytsjko wist Brewster tot de vijfde ronde te domineren en zelfs een keer te vloeren. Maar in de vijfde ronde leek Klytsjko wel precies de Klytsjko in de elfde ronde tegen Puritty. Hij was uitgeput en keek raar uit zijn ogen, Brewster wist gebruik te maken van dit voordeel en sloeg Klytsjko links en rechts met harde stoten. Aan het eind van de vijfde ronde landde Brewster de laatste klap en Klytsjko ging hard neer. De bel ging maar Klytjsko kon amper overeind komen. De scheidsrechter staakte het gevecht. Don King wordt beschuldigd van het water van Klytsjko op een of andere manier vergiftigd te hebben. De situatie blijft onzeker, maar het blijft uiterst ongewoon hoe hij zo snel, zo uitgeput kon zijn.

## Terug naar de top
Het duurde een behoorlijke tijd voordat de fans en critici Klytsjko weer geloofwaardig begonnen te vinden maar sindsdien is hij ongeslagen gebleven. Hij versloeg zowel DaVarryl Williamson als Samuel Peter. Daarna heeft hij in april 2006 de IBF wereldtitel gewonnen van Chris Byrd, en verdedigde deze tegen respectievelijk Calvin Brock en Ray Austin. Daarna bokste hij opnieuw een partij tegen Lamon Brewster en domineerde hem overtuigend voordat trainer Buddy McGirt de handdoek in de ring gooide. In februari 2008 versloeg hij WBO titelhouder Sultan Ibragimov door middel van unanieme beslissing van de jury. Zijn strategie was vooral de rechte directe van Ibragimov weg te slaan en op zijn rechtervoet te staan wanneer mogelijk. Ibragimov, toen nog ongeslagen, had geen antwoord. Na Thompson verslagen te hebben was als de volgende uitdager voormalig tweevoudig wereldkampioen Hasim Rahman uit de U.S.A. voorzien, welke onder anderen Corrie Sanders en Lennox Lewis heeft verslagen. De kamp ging door in het Duitse Mannheim in december 2008. In de zesde ronde ging Rahman tegen het canvas en in de zevende ronde won Klytsjko met technisch knock-out, zodat hij de IBF, WBO en IBO-wereldtitels bij de zwaargewichten behoudt. In juni 2009 bracht hij Ruslan Chagaev zijn eerste nederlaag toe. Het was zijn 53e zege in 56 profkampen.

## 2010 en 2011
Op 20 maart 2010 bokste hij in de Esprit Arena, (Düsseldorf, Noordrijn-Westfalen) tegen Eddie Chambers.
Klytsjko won in de 12e ronde op Knock Out en behield zijn WBO, IBF, IBO & The Ring Heavyweight titels.
Op 11 november 2010 moest Samuel Peter er aan geloven in de Commerzbank-Arena te Frankfurt. Samuel verloor op knock-out in de 10e ronde en Klytsjko behield wederom zijn titels. In 2011 werd het lang verwachte gevecht tegen David Haye dan eindelijk uitgevochten in de Imtech Arena te Hamburg. Na 12 ronden won Klytsjko op punten en won hierdoor ook nog de WBA zwaargewicht titel. Hij bezit nu de WBA, WBO, IBF, IBO & The Ring Heavyweight titels.

## 2012
Op 3 maart 2012 verdedigde hij zijn wereld titels tegen de Fransman Jean-Marc Mormeck. De op dat moment 35-jarige Oekraïner sloeg de 39-jarige Fransman in de vierde ronde knock-out. Mormeck kwam er nauwelijks aan te pas in het gevecht. Het was alweer de 50e knock-out en de 57e overwinning voor Klytsjko. Na de wedstrijd zei hij "Ik doe dit nu al 15 jaar en nu heb ik mijn 50e knock-out. De weg was lang, maar ik heb het gehaald". Op 7 juli won hij in Bern van Tony Thompson (knock-out). Op 10 november won hij in Hamburg van op punten van Mariusz Wach.

## 2013 & 2014
Op 4 mei 2013 verdedigde Klytsjko zijn titels tegen de ongeslagen Duitser Francesco Pianeta. Hij won overtuigend op Technisch knock-out in de 6e ronde. Op 5 oktober van dat jaar stond hij tegenover de ongeslagen Rus Alexander Povetkin die op dat moment de nummer 2 van de wereld was. Povetkin gaat neer in de 2e & 7e ronde, maar het gevecht wordt beslist op punten. Klytsjko wordt uitgeroepen als winnaar, maar krijgt veel kritiek, omdat hij tijdens het gevecht zijn tegenstander vaak vasthoudt. Op 26 april 2014 stond Klytsjko tegen de Australiër Alex Leapai. Het eenzijdige gevecht wordt beslist in de 5e ronde. Later dat jaar neemt hij het op tegen de ongeslagen Bulgaar Kubrat Pulev. Pulev wordt gezien als gevaarlijke tegenstander, maar Klytsjko heeft in de ring geen kind aan de Bulgaar. Pulev incasseerde knock-downs in de 1e en 3e ronde en ging in de 5e ronde knock-out.

## 2015 / Het verlies van de wereldtitels
Op 25 april 2015 verdedigt Klytsjko zijn titels tegen de ongeslagen Amerikaan Bryant Jennings. Klytsjko wint het gevecht unaniem op punten. Op 28 november verdedigde Klytsjko zijn titels tegen de ongeslagen flamboyante Engelsman Tyson Fury. Het werd een gevecht tussen twee reuzen. Er werd vooraf vuurwerk verwacht, maar het gevecht viel tegen. Fury was de betere en werd unaniem uitgeroepen tot nieuwe titelhouder. Voor dit gevecht was Klytsjko meer dan 11 jaar ongeslagen.
Op 29 april 2017 had Klytsjko zijn laatste gevecht tegen IBF-titelhouder Anthony Joshua. Hij verloor door technisch knock-out in de elfde ronde. Op 3 augustus 2017 maakte Klytsjko bekend dat hij stopt met boksen.

## Privé
Begin 2013 raakte bekend dat hij een relatie had met actrice Hayden Panettiere. Ze waren sinds datzelfde jaar verloofd en hebben samen een dochter sinds 2014. In 2018 gingen ze uit elkaar.

## Trivia
- Klytsjko schaakt graag en heeft een universitair diploma in sportwetenschappen. Hij en zijn broer steunen openlijk meerdere goede doelen en de Klytsjko's staan bekend om hun intelligentie en correctheid. Hij is ook een openlijk supporter voor de nieuwe uitvinding schaakboksen, waarin de twee deelnemers afwisselend tegen elkaar schaken en boksen.
- Hij heeft samen met Lennox Lewis een kleine rol gespeeld in de kaskraker Ocean's Eleven.

- Biblioteca Nacional de España: XX5261166
- Bibliothèque nationale de France: cb166170525 (data)
- Gemeinsame Normdatei: 123987520
- International Standard Name Identifier: 0000 0001 1490 616X
- Library of Congress Control Number: n2006068979
- Nationale Bibliotheek van Letland: 000345482
- Nationale Bibliotheek van Tsjechië: xx0203200
- Nationale Bibliotheek van Polen: a0000002860954
- Réseau des bibliothèques de Suisse occidentale: 02-A009341252
- Système universitaire de documentation: 112460453
- Virtual International Authority File: 40300683
- WorldCat: E39PBJg4mkKqM7B3xm6bBbYMfq

1984: Tyrell Biggs ·
1988: Lennox Lewis ·
1992: Roberto Balado ·
1996: Volodymyr Klytsjko ·
2000: Audley Harrison ·
2004: Aleksandr Povetkin ·
2008: Roberto Cammarelle ·
2012: Anthony Joshua ·
2016: Tony Yoka ·
2020: Bahodir Jalolov ·
2024: Bahodir Jalolov